# Les Conspirateurs (film, 1969)
Pour les articles homonymes, voir Les Conspirateurs.
Pour plus de détails, voir Fiche technique et Distribution.
Les Conspirateurs (Nell'anno del Signore) est un drame historique franco-italien réalisé par Luigi Magni sorti en 1969 avec quelques grands acteurs italiens : Alberto Sordi, Nino Manfredi, Enrico Maria Salerno, Ugo Tognazzi, Claudia Cardinale.
Le film se déroule au début du XIXe siècle à Rome sous le pontificat de Léon XII. Des factions politiques souhaitant le Risorgimento complotent en secret avec des membres de la Curie.
Le film est librement inspiré d'un fait réel : l'exécution capitale de deux Carbonaristes dans la Rome papale des premières années de la Restauration au début du XIXe siècle.
Il s'agit du premier film d'une trilogie poursuivie avec Au nom du pape roi (1977) et Au nom du peuple souverain (1990), qui se concentre sur le thème des relations entre le peuple romain, l'aristocratie et le pouvoir papal pendant les événements turbulents de la période du Risorgimento.

## Synopsis
Rome, 1825 : le pontificat de Léon XII est en cours, caractérisé par une politique réactionnaire et intransigeante, dans laquelle la répression de toute forme de liberté individuelle est menée par un État policier et les intrigues du sournois cardinal Rivarola. Les Juifs sont contraints de rester enfermés dans le ghetto, humiliés par des tentatives de conversion forcées ; la police, sous les ordres du colonel Nardoni, impose un couvre-feu strict.
Malgré tout, des écrits ironiques, sévèrement critiques à l'égard du gouvernement, sont continuellement affichés sur la statue parlante de Pasquino ; et des réunions des Carbonaristes se tiennent en secret, appelant à une révolution populaire. Deux Carbonari, Leonida Montanari, de Rome, et Angelo Targhini, de Modène, se sentent obligés de poignarder un de leurs camarades, le prince Filippo Spada, qui, dans une crise de conscience due à la maladie mortelle de sa petite fille, avait regretté son affiliation au Carbonarisme et révélé des secrets au colonel Nardoni.
Spada parvient cependant à se sauver des coups de couteau de Targhini et Montanari et les dénonce à la police papale : le sort des deux Carbonaristes est scellé et, après un procès sommaire, ils sont condamnés à la guillotine. L'histoire se mêle à celle du cordonnier Cornacchia et de sa maîtresse Giuditta, une belle juive. Tous deux, moins cultivés et moins enclins aux changements radicaux que les Carbonaristes, s'étaient pourtant liés d'affection avec Montanari et Targhini et s'étaient efforcés de les aider.
Cornacchia propose au cardinal Rivarola de lui révéler l'identité de Pasquino une fois qu'il aura obtenu le pardon des deux condamnés : Pasquino étant lui-même, le cordonnier offre en effet sa vie pour celle des Carbonaristes. Mais c'est en vain : quelques jours auparavant, en effet, Cornacchia, dans un sursaut d'orgueil face aux insultes de Giuditta qui le considérait comme un bon à rien, avait corrigé un sacristain qui s'était trompé en écrivant, révélant ainsi qu'il n'était pas du tout aussi stupide et illettré qu'on le laissait entendre. Cette nouvelle, transmise d'une personne à l'autre, était parvenue au cardinal qui, de cette façon, avait piégé Cornacchia/Pasquino en lui remettant une lettre, la faisant passer pour une grâce pour Montanari, mais portant la mention « Arrêtez le porteur de cette lettre, Cornacchia » et lui ordonnant de la porter dans les prisons et de ne la faire lire à personne, sauf au capitaine des gardiens de prison, parce que la grâce est un secret d'État. Cornacchia comprend qu'il est pris au piège : s'il remet la lettre, il sera arrêté, s'il ne la remet pas, il révélera qu'il est Pasquino.
Ainsi, comme dernier acte de Pasquino, il écrit une dernière épigramme invitant le Pape à exécuter les deux Carbonaristes puisque cette fin, après tout, est ce que les deux condamnés espèrent secrètement. En fait, son comportement n'est pas un acte contre Montanari et Targhini, mais cherche à faire avancer leur espoir de révolution. S'il y avait en effet un pardon pour les deux, comme l'explique Cornacchia, le peuple considérerait l'Église comme un bon père qui menace de terribles châtiments mais ne les met jamais en pratique. Ayant fini d'écrire, il confie son dernier message à son successeur pour qu'il le place sur la statue de Pasquino. Il entre ensuite dans un couvent pour devenir moine.
Targhini et Montanari, dans l'attente de la fin, sont emprisonnés au Château Saint-Ange. Un frère leur est envoyé, qui insiste pour qu'ils se confessent afin de sauver leur âme à l'article de la mort : mais les deux Carbonari restent fermes dans leur athéisme. Les événements semblent donner raison au cardinal Rivarola : le peuple ne veut pas la liberté, mais une vie tranquille et, de temps en temps, une distraction, en l'occurrence une guillotine publique ; en effet, certains roturiers tentent d'attaquer la prison non pas pour libérer les deux Carbonari, mais pour accélérer leur exécution. Targhini et Montanari sont donc conduits sur la Piazza del Popolo devant le bourreau Mastro Titta. A ce moment, le pauvre frère fait irruption et se dirige vers les deux condamnés. Comme ses supplications au cardinal pour les libérer sont peine perdue, il décide au moins de les acquitter sur la place publique, mais il est bloqué sur ordre de Rivarola et traîné au loin. Targhini et Montanari sont exécutés sans le réconfort des sacrements.

## Fiche technique
- Titre original : Nell'anno del Signore[1]
- Titre français : Les Conspirateurs[2]
- Réalisation : Luigi Magni
- Scénario : Luigi Magni
- Assistant réalisateur : Claude Othnin-Girard
- Décors : Carlo Egidi et Dario Micheli
- Costumes : Lucia Icheli et Lucia Mirisola
- Photographie : Silvano Iooliti
- Son : Mario Amari et Mario Bramonti
- Montage : Ruggero Mastroianni
- Musique : Armando Trovajoli
- Production : Marina Cicogna, Bino Cicogna, Robert Dorfmann, Francis Cosne
- Sociétés de production : Francos Films, Les Films Corona,  San Marco Produzione, Euro International Film
- Pays de production :  Italie et  France
- Langue originale : italien
- Genre : Drame historique / satire religieuse[2]
- Durée : 100 minutes
- Date de sortie : 
  - Italie : 23 octobre 1969
  - France : 21 octobre 1969[2]

## Distribution

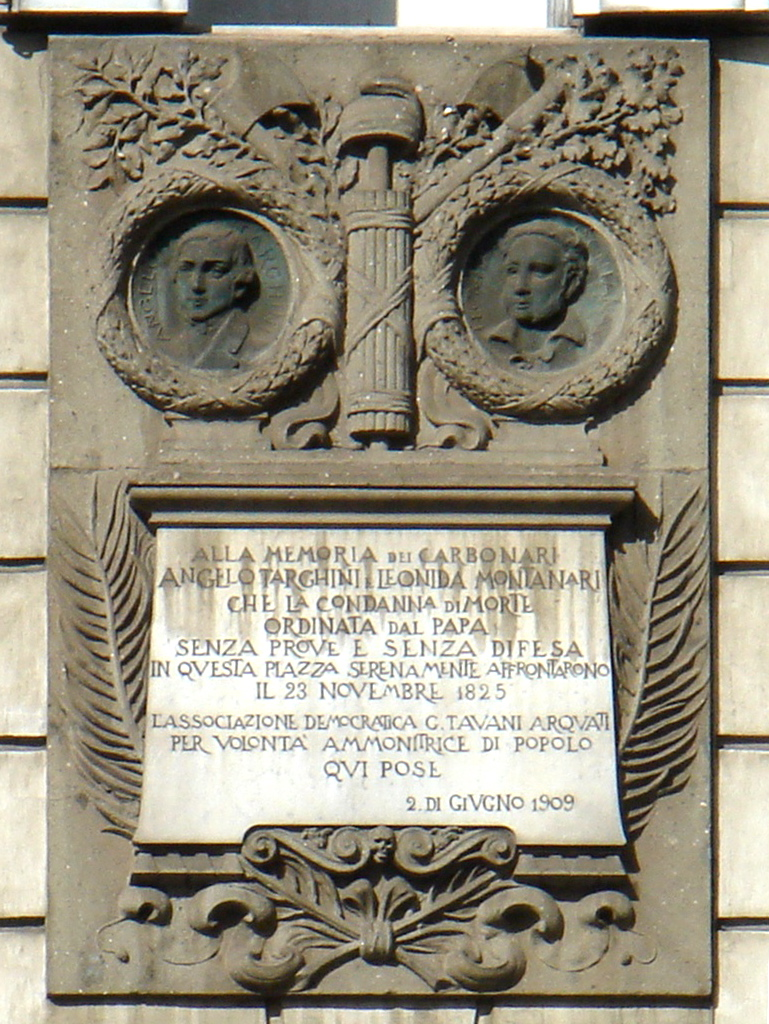
Plaque à la mémoire d’Angelo Targhini et Leonida Montanari (Rome, piazza del Popolo) : « Condamnés à mort par le pape sans preuve et sans défense, ils ont affronté sereinement la mort sur cette place le 23 novembre 1825 ».

- Nino Manfredi : Cornacchia / Pasquino
- Enrico Maria Salerno : le colonel Nardoni
- Claudia Cardinale : Giuditta Di Castro
- Robert Hossein : Docteur Leonida Montanari
- Renaud Verley : Angelo Targhini
- Ugo Tognazzi (VF : Jacques Deschamps) : le cardinal Rivarola
- Alberto Sordi (VF : Michel Roux) : le frère
- Britt Ekland : la princesse Spada
- Pippo Franco : Bellachioma, l'écrivain
- Stefano Oppedisano: le jeune homme ivre
- Franco Abbina : le prince Spada
- Maria Cristina Farnese
- Marco Tulli : le garde à la statue de Pasquino
- Emilio Marchesini : Mastro Titta, le bourreau
- Stelvio Rosi : le chef de la garde du théâtre

## Inexactitudes historiques
- Dans une scène du film, Cornacchia affirme avoir vu le pape, du haut de sa chaire sur la place Saint-Pierre, interdire la vaccination antivariolique parce que l'inventeur du vaccin était soi-disant un jacobin. En réalité, les documents et la correspondance de l'époque ne font état d'aucune interdiction de la part de Léon XII qui, au contraire, s'est contenté d'établir son caractère facultatif (en principe, en fait, obligatoire) en raison de la réticence de la population à se soumettre au vaccin[3],[4],[5],[6].

- Dans la scène où Rivarola, avant l'exécution des deux Carbonaristes, ordonne au moine qui s'est précipité dans une dernière tentative pour les absoudre, le cardinal porte la soutane noire avec des boutons et une ceinture rouges ; en réalité, cette robe a été introduite par le pape Pie IX, qui est monté sur le trône en 1846, vingt-et-un ans après l'événement raconté dans le film.

## Bande originale
La bande originale du film a été composée par Armando Trovajoli.

| 1.  | Nell'anno del Signore             |                       | 4:25 |
| 2.  | Castel S. Angelo                  |                       | 3:28 |
| 3.  | Paolina                           |                       | 2:17 |
| 4.  | Angelo e Giuditta                 |                       | 1:52 |
| 5.  | I Carbonari                       |                       | 0:57 |
| 6.  | Addio                             |                       | 1:45 |
| 7.  | Sotto la ghigliottina             |                       | 1:54 |
| 8.  | Ouverture - Nell'anno del Signore |                       | 1:52 |
| 9.  | Tema di Giuditta                  | Voix d'Edda Dell'Orso | 2:11 |
| 10. | La processione dei condannati     |                       | 2:05 |
| 11. | Dichiarazione d'amore             |                       | 1:43 |
| 12. | Pasquino                          |                       | 2:08 |
| 13. | Sapessi quanto amore              |                       | 3:09 |
| 14. | Coro della morte                  |                       | 0:54 |
| 15. | Piazza del Popolo                 |                       | 2:32 |

| 16. | Nell'anno del Signore (Suite) |                                  | 7:15  |
| 17. | Serenata di Giuditta          | Interprété par Armando Trovajoli | 11:32 |

## Exploitation
Avec 9 901 145 entrées en Italie à sa sortie, le film est le 1er du box-office Italie 1969-1970 et figure en bonne place dans le palmarès des films les plus populaires de tous les temps en Italie